# カルボニル価
カルボニル価（カルボニルか、CV）とは、油脂の変質の指標となる数値のひとつ。

## 概要
油脂は酸化して過酸化物を生じるが、過酸化物はさらに分解して、アルデヒドやケトンといったカルボニル化合物を生成する。この量を示すのがカルボニル価で、過酸化物価が酸化の第1段階を示す数値であるのに対して、カルボニル価は酸化の第2段階を示す数値である。
日本油化学会の基準油脂分析試験法によると、「規定の方法に基づき試料に2,4-ジニトロフェニルヒドラジンを作用させた場合の420nmの吸光度を試料1gあたりに換算したものをいう」となっている。